# Кастел'Ацара
Кастѐл'Аца̀ра (на италиански: Castell'Azzara) е село и община в централна Италия, провинция Гросето, регион Тоскана. Разположено е на 815 m надморска височина. Населението на общината е 1526 души (към 2013 г.).